# Asplundia goebelii
Asplundia goebelii là một loài thực vật có hoa trong họ Cyclanthaceae. Loài này được (J.Weiss & R.Wagner) Harling miêu tả khoa học đầu tiên năm 1954.